# 加拿大西部
加拿大西部（Western Canada）是加拿大的地理概念，通常也被称作西部省份或者直呼西部。包含安大略西部的英属哥伦比亚、艾伯塔、萨斯喀彻温和马尼托巴四省。西加拿大又可以根据不同的标准细分。通常后面三省组成草原三省；英属哥伦比亚则通常被称为太平洋省份；英属哥伦比亚和艾伯塔一起被称作山地省份。
西加拿大地区主要的城市有维多利亚、温哥华、卡尔加里、埃德蒙顿、里贾纳、萨斯卡通和温尼伯。根据加拿大2011年人口统计，西加拿大共有人口超过1000万。